# Grafenwörth
Grafenwörth je městys v Rakousku ve spolkové zemi Dolní Rakousy v okrese Tulln.

## Geografie

### Geografická poloha
Grafenwörth se nachází ve spolkové zemi Dolní Rakousy v regionu Weinviertel. Rozloha území městyse činí 46,4 km², z nichž 19,1 % je zalesněných.

### Části obce
Území městyse Grafenwörth se skládá ze šesti částí (v závorce uveden počet obyvatel k 1. 1. 2015):
- Feuersbrunn (597)
- Grafenwörth (1 299)
- Jettsdorf (305)
- Sankt Johann (189)
- Seebarn am Wagram (342)
- Wagram am Wagram (346)

### Sousední obce
- na severu: Grafenegg, Fels am Wagram
- na východu: Kirchberg am Wagram
- na jihu: Traismauer
- na západu: Gedersdorf

## Politika

### Obecní zastupitelstvo
Obecní zastupitelstvo se skládá z 23 členů. Od komunálních voleb v roce 2015 zastávají následující strany tyto mandáty:
- 15 ÖVP
- 5 SPÖ
- 3 BFB

### Starosta
Nynějším starostou městyse Grafenwörth je Alfred Riedl ze strany ÖVP.

## Zajímavosti
Nedaleko obce stojí od roku 2023 buddhistická Mírová stúpa. Stavitelem je korejský mnich Bop Jon Sunim Tenzin Tharchin, představitel Institutu Stúpa.

## Galerie

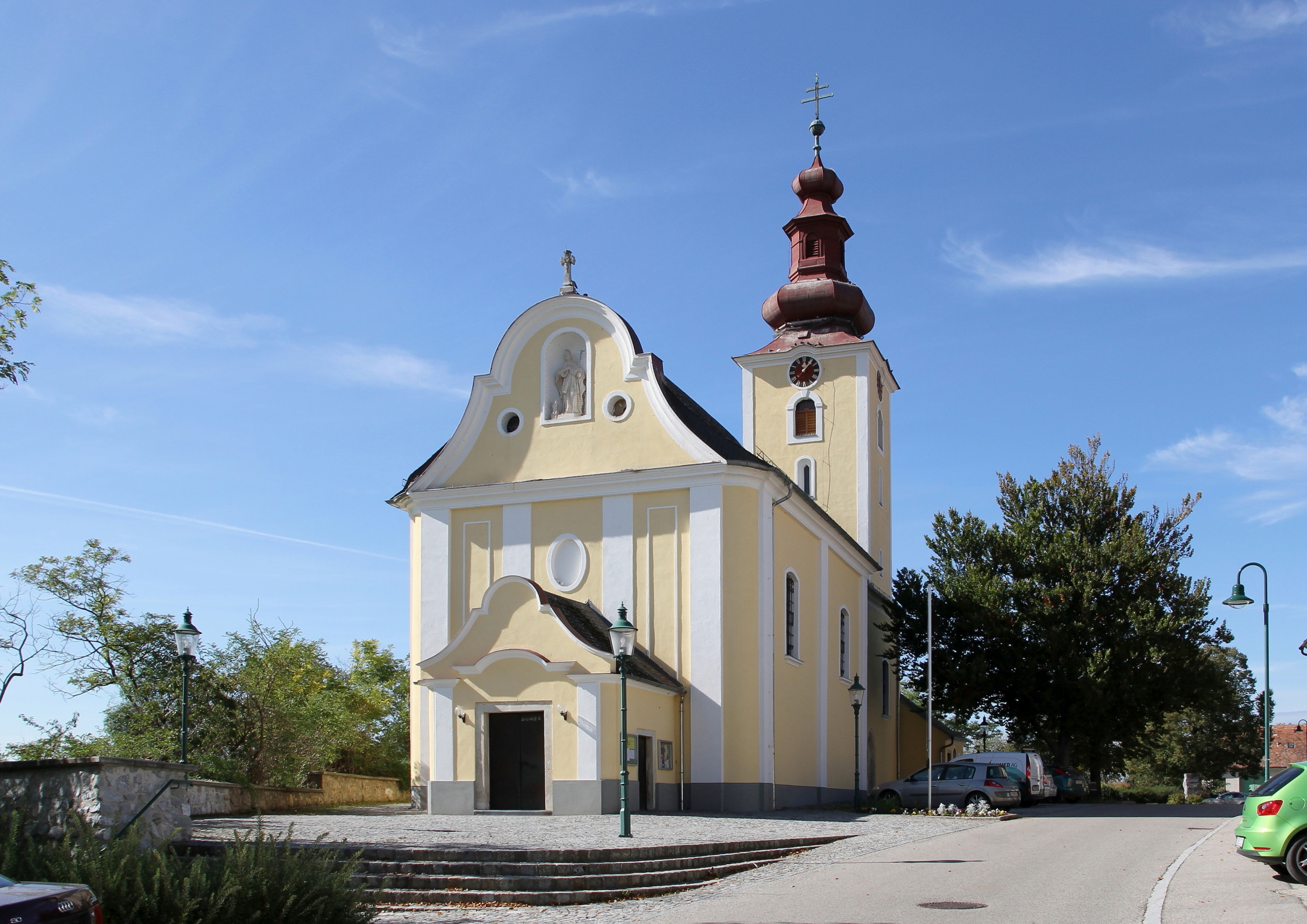
Farní kostel ve Feuersbrunnu
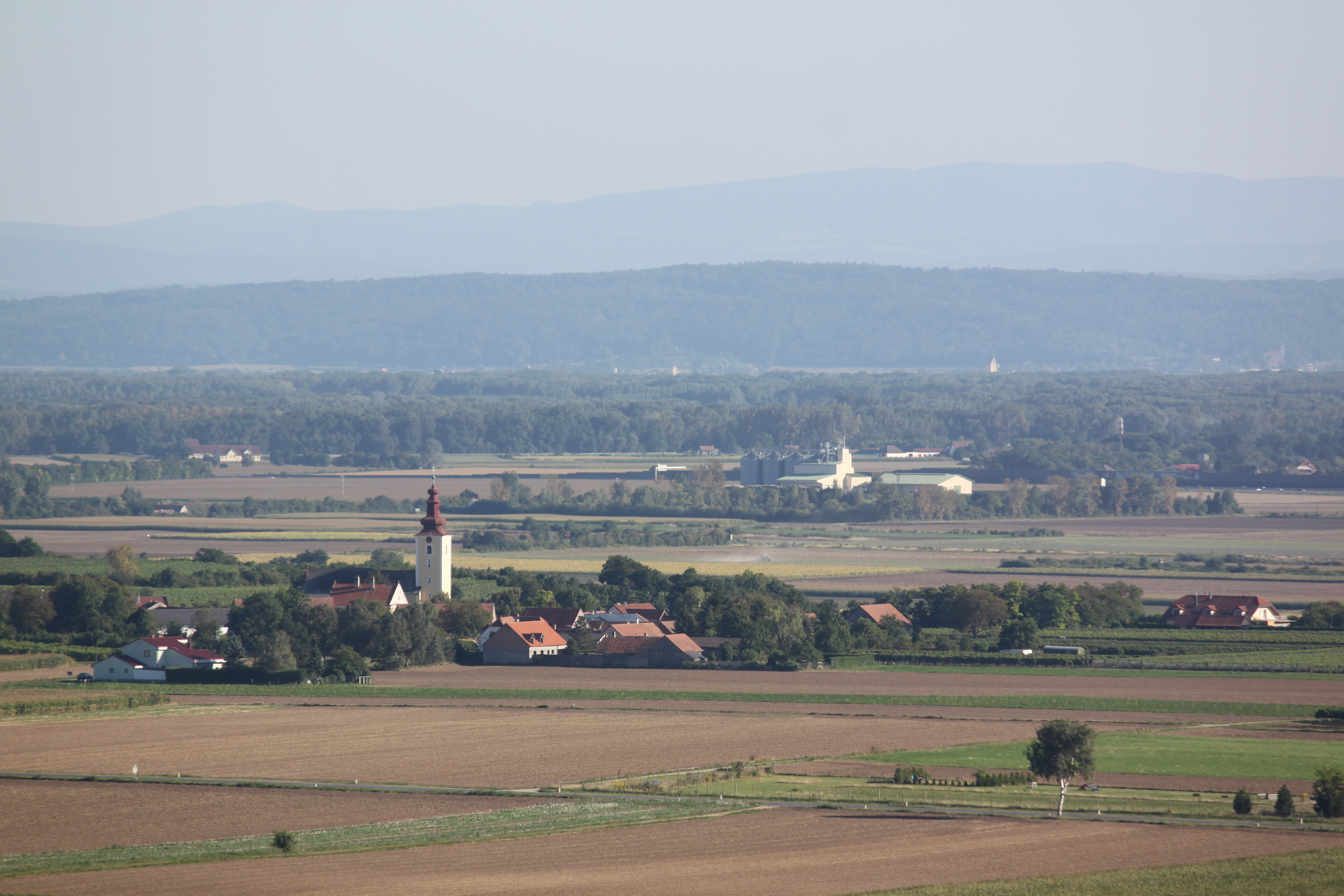
Feuersbrunn
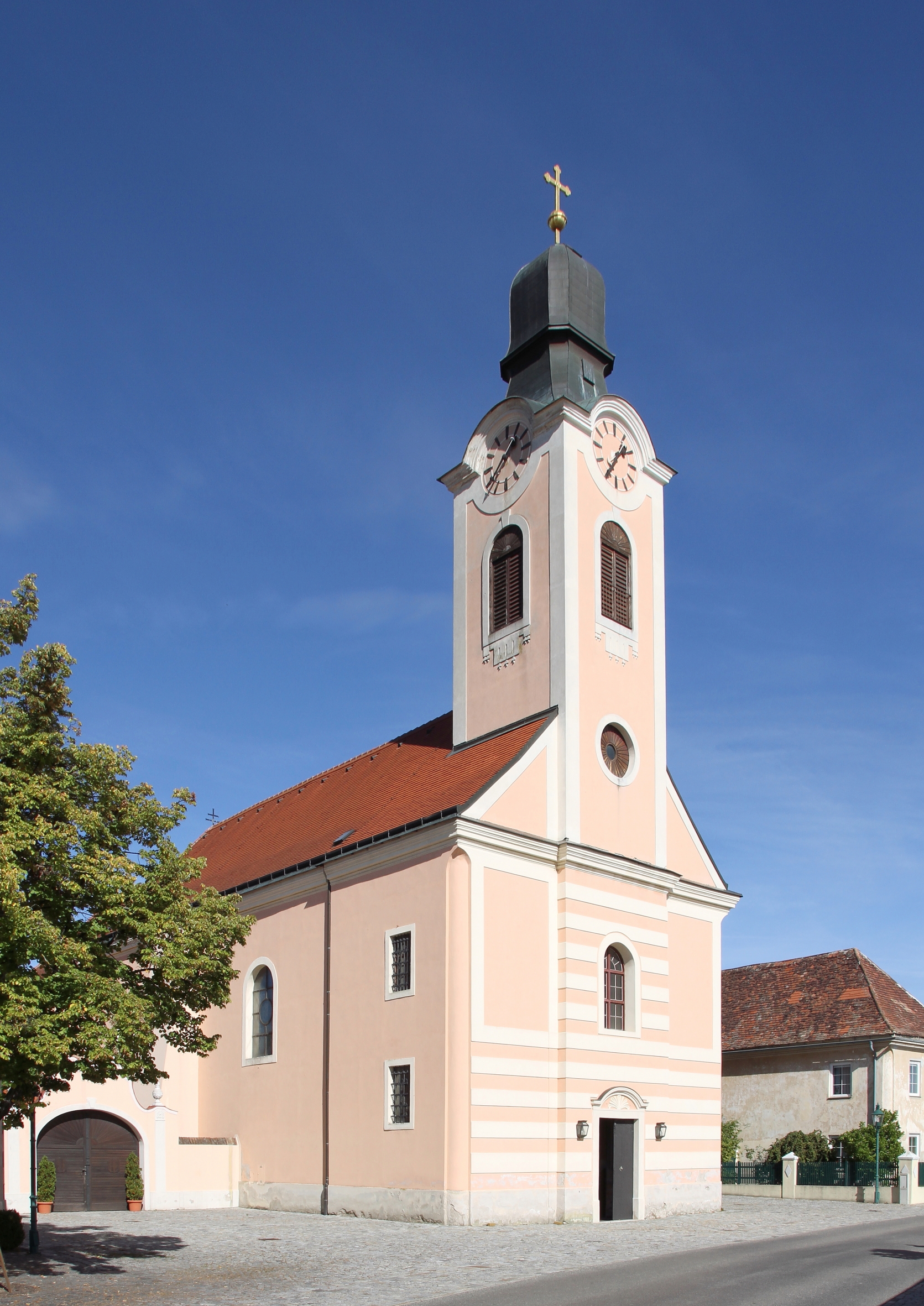
Farní kostel svatého Ondřeje v Grafenwörthu
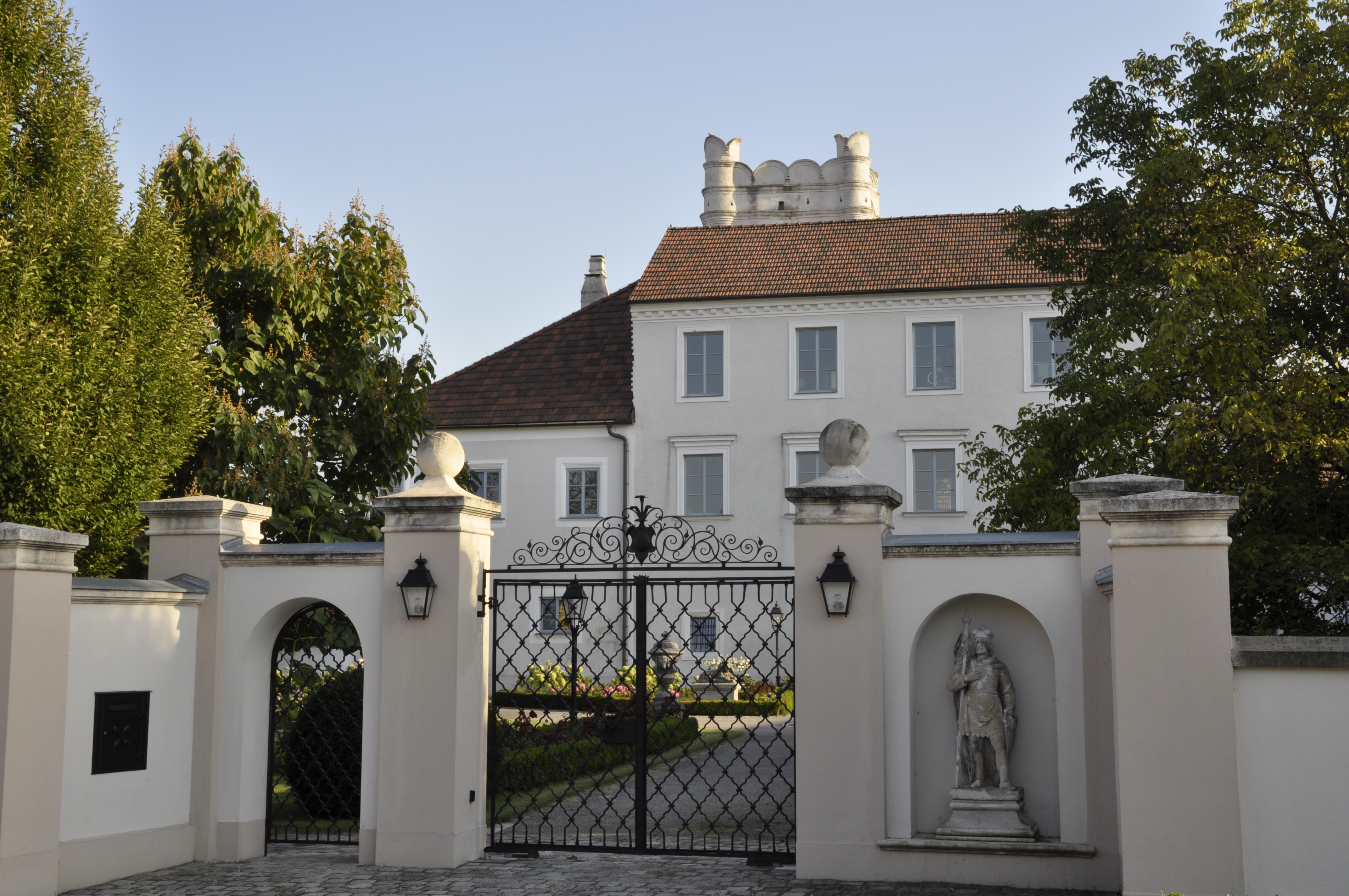
Zámek v Seebarn am Wagram
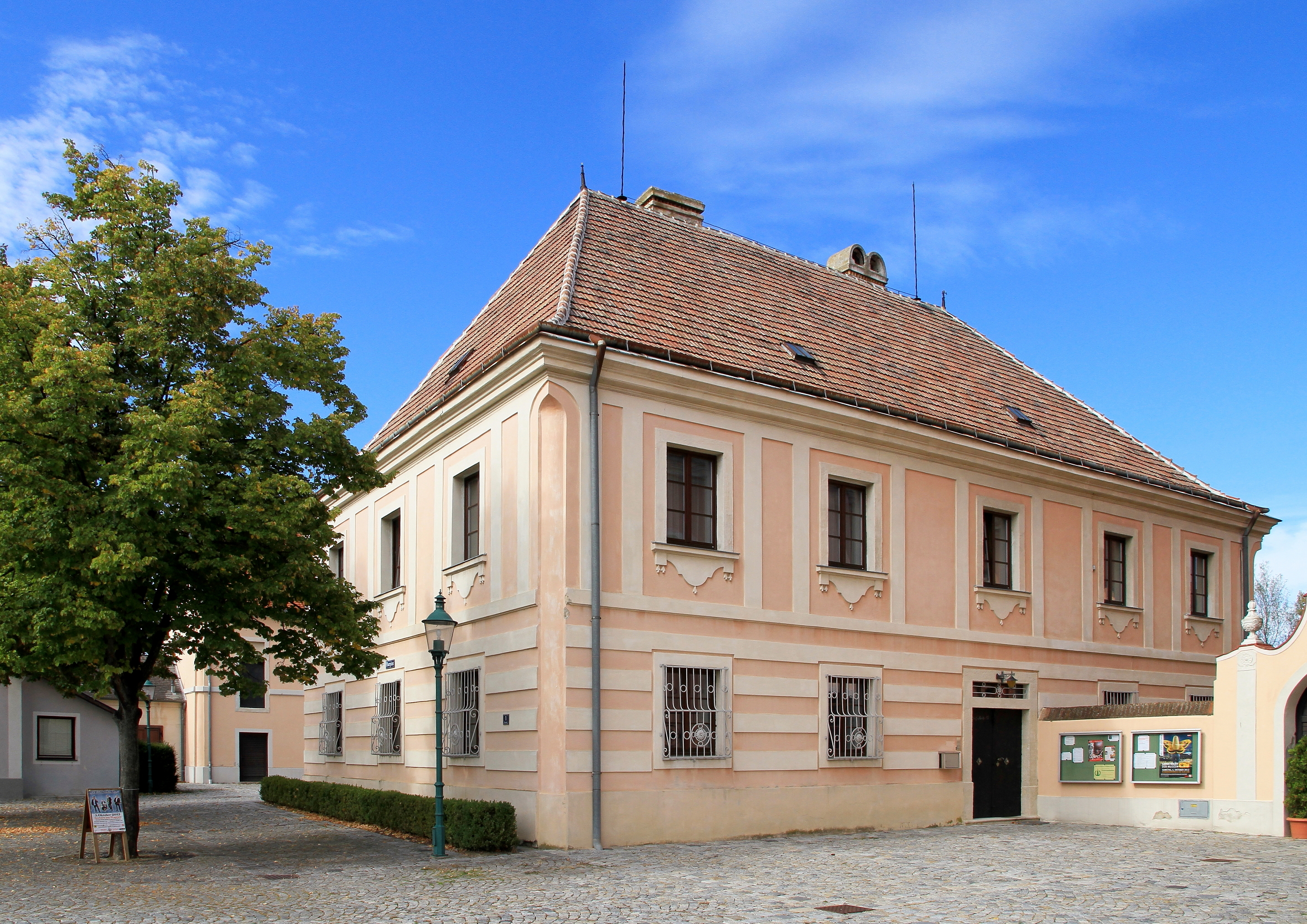
Fara v Grafenwörthu
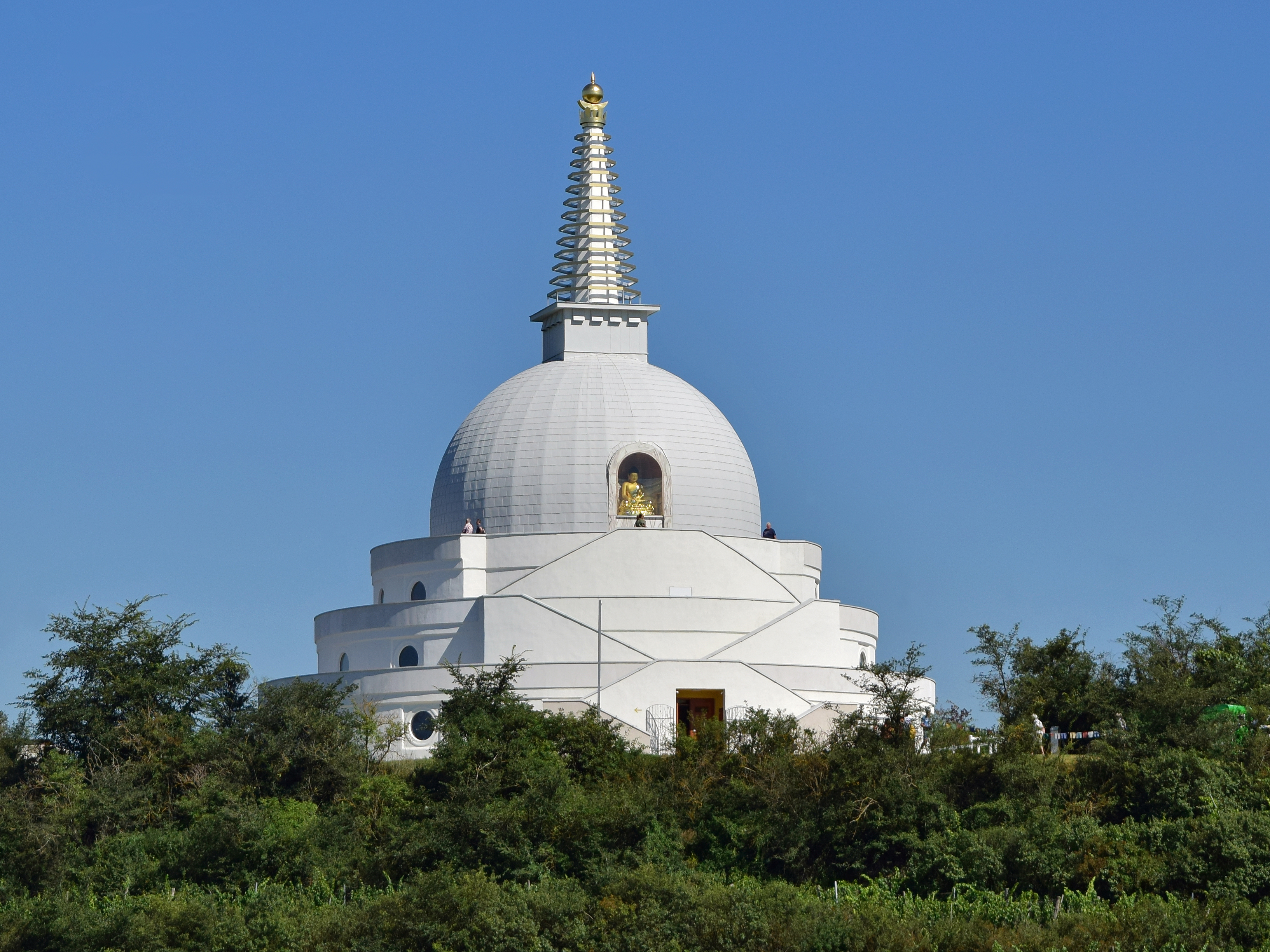
Stúpa ve Wagramu